# 1931 en chimie
Cet article présente les faits marquants de l'année 1931 en chimie.

## Évènements
- Mars : le chimiste allemand Erich Hückel publie le premier d'une série de trois articles dans Zeitschrift für Physik[1] dans lesquels il propose la règle de Hückel, qui explique les propriétés aromatiques d'une molécule cyclique plane[2].
- 5 décembre : les physiciens américain Harold Urey, Ferdinand Brickwedde et George M. Murphy annoncent leur découverte du deutérium par distillation fractionnée d'hydrogène liquide[3],[4].
- Le biochimiste allemand Adolf Butenandt isole l'androstérone de l'urine masculine[5].

## Prix
- Prix Nobel de chimie : Carl Bosch et Friedrich Bergius en reconnaissance de leur contribution dans la découverte et le développement des méthodes chimiques sous haute pression[6],[7].
- ACS Award in Pure Chemistry : Linus Pauling[8]
- Prix Irving-Langmuir : Linus Pauling[9]
- Médaille Davy : Arthur Lapworth pour ses recherches en chimie organique, en particulier celles sur les tautomérisations et les mécaniques réactionnelles en chimie organique[10],[11].
- Médaille William-H.-Nichols : John A. Wilson[12]

## Naissances
- 7 février : Pierre Chambon, médecin, biochimiste et généticien français.
- 15 février : Maxine Singer (morte en 2024), biologiste moléculaire américaine.
- 15 août : Richard Heck, chimiste américain, lauréat du prix Nobel de chimie en 2010.
- 3 septembre : Michael Fisher, physicien, chimiste et mathématicien britannique spécialisé en physique statistique.

## Décès
- 26 février : Otto Wallach (né en 1847), chimiste allemand et prix Nobel de chimie de 1910[6],[13].

- 6 mars : Wilhelm Haarmann (né en 1847), chimiste allemand.
- 6 juillet : Edward Goodrich Acheson (né en 1856), chimiste américain.
- 26 novembre : August Bernthsen (né en 1855), chimiste allemand.
- James Ballantyne Hannay (né en 1855), chimiste écossais.